# Římskokatolická farnost Písek
Římskokatolická farnost Písek (lat. Piseca) je územním společenstvím římských katolíků v rámci píseckého vikariátu českobudějovické diecéze.

## O farnosti

### Historie
Plebánie je v Písku doložena již v roce 1143. Roku 1623 byla farnost povýšena na děkanství. Od roku 1790 existuje Písecký vikariát. V letech 1903–1950 existoval v Písku řeholní dům Kongregace bratří Nejsvětější Svátosti, který byl obnoven v roce 1994 při píseckém kostele Povýšení sv. Kříže – při tomto kostele byla také zřízena samostatná duchovní správa.

### Současnost
Farnost Písek má sídelního duchovního správce, který je zároveň administrátorem ex currendo farnosti Čížová.
| Kostel                        | Místo                     | Bohoslužba                               | Bohoslužba                          | Poznámka         |
| ----------------------------- | ------------------------- | ---------------------------------------- | ----------------------------------- | ---------------- |
| Kostel Narození Panny Marie   | Písek-Vnitřní Město       | neděle úterý středa čtvrtek pátek sobota | 9.00 a 17.00/18.00 (zima/léto) 8.00 | farní kostel     |
| Kostel Povýšení sv. Kříže     | Písek-Vnitřní Město       | neděle pondělí úterý čtvrtek pátek       | 10.30 18.00                         | klášterní kostel |
| Kostel sv. Karla Boromejského | Písek-Hradiště            | středa                                   | 16.00                               | filiální kostel  |
| Kostel sv. Václava            | Písek-Václavské Předměstí | sobota                                   | 16.20                               | filiální kostel  |
| Kaple sv. Prokopa             | Písek-Václavské Předměstí | neslouží se pravidelně                   | neslouží se pravidelně              | kaple            |

## Fotografie

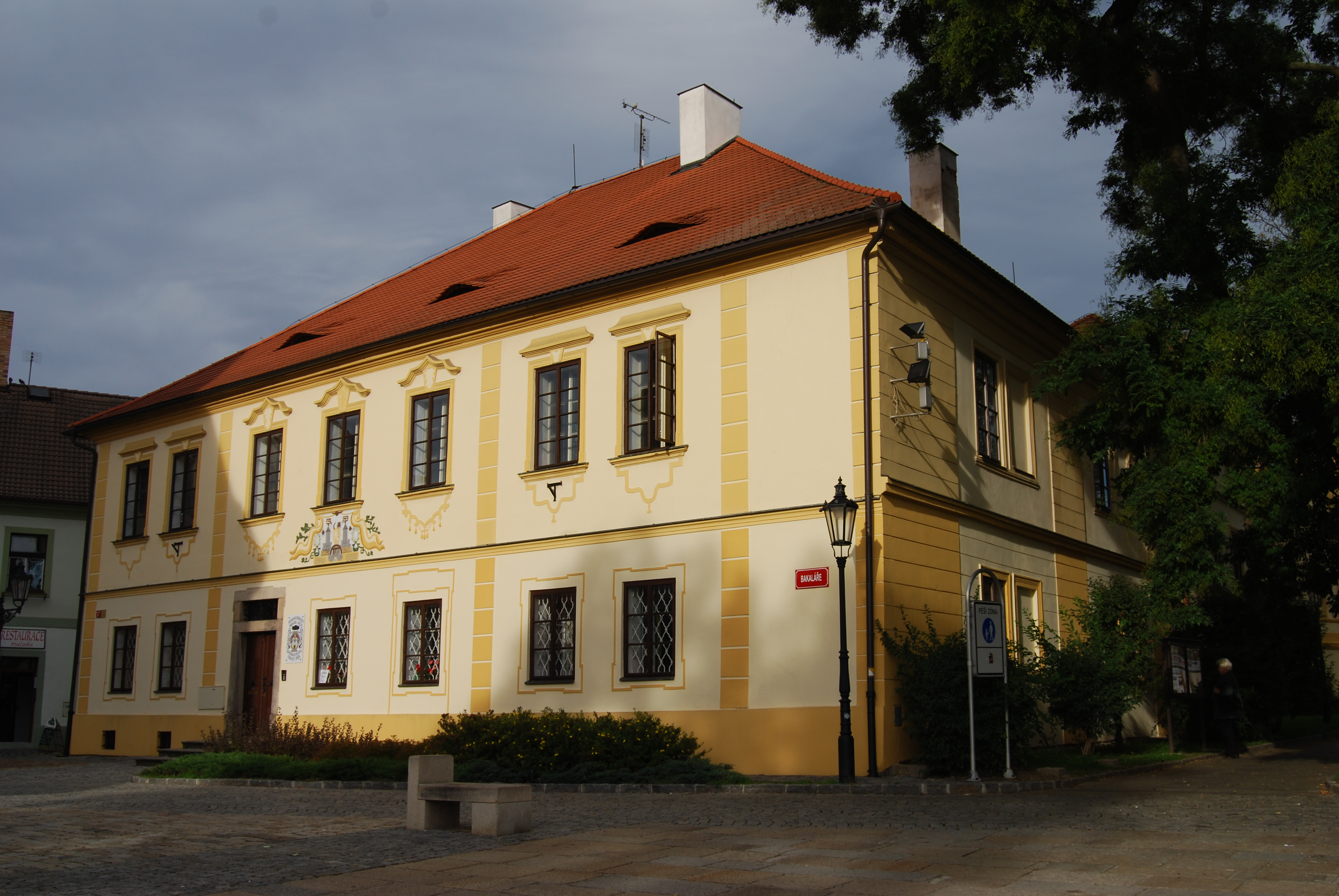
Děkanství v Písku.
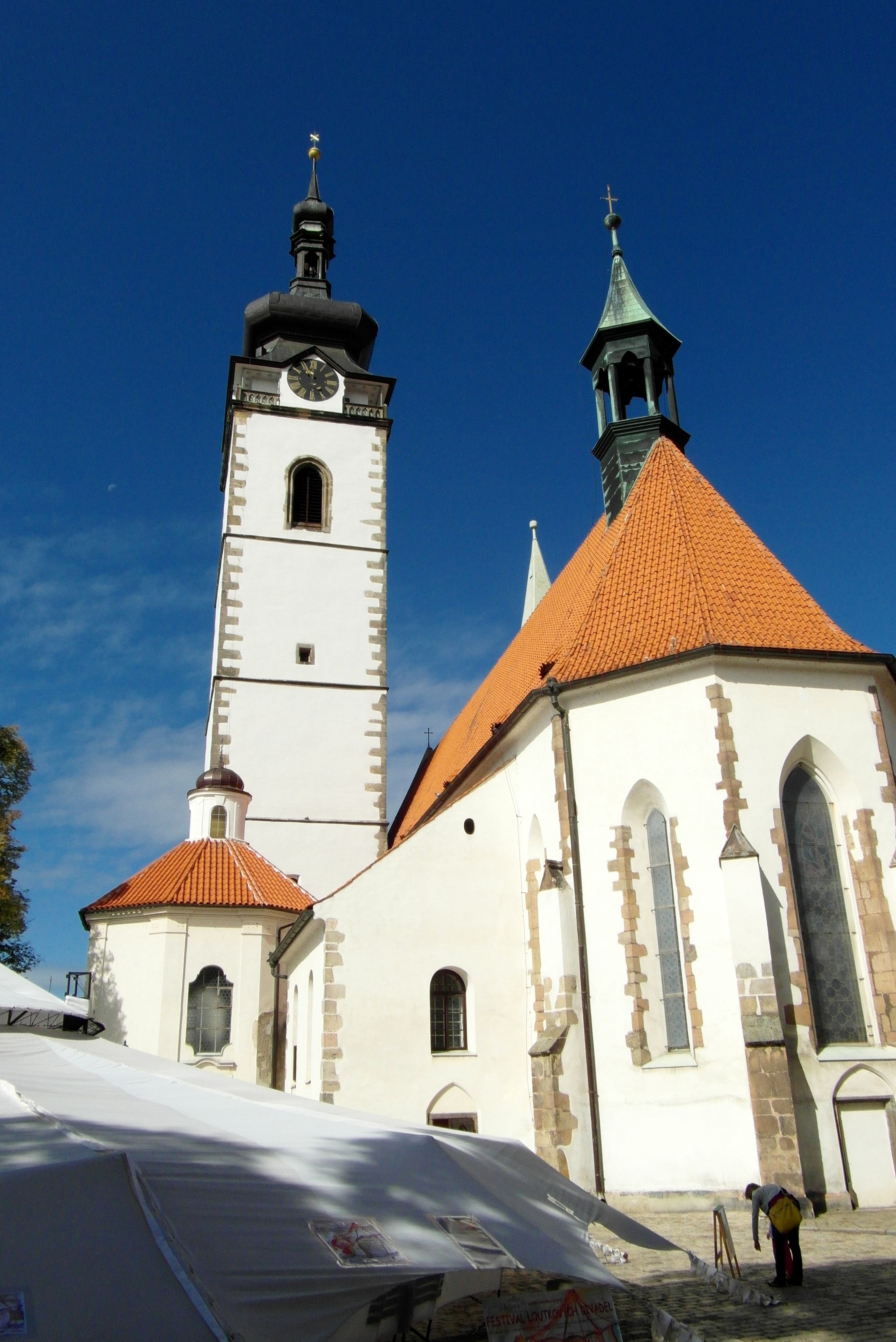
Děkanský kostel Narození Panny Marie.
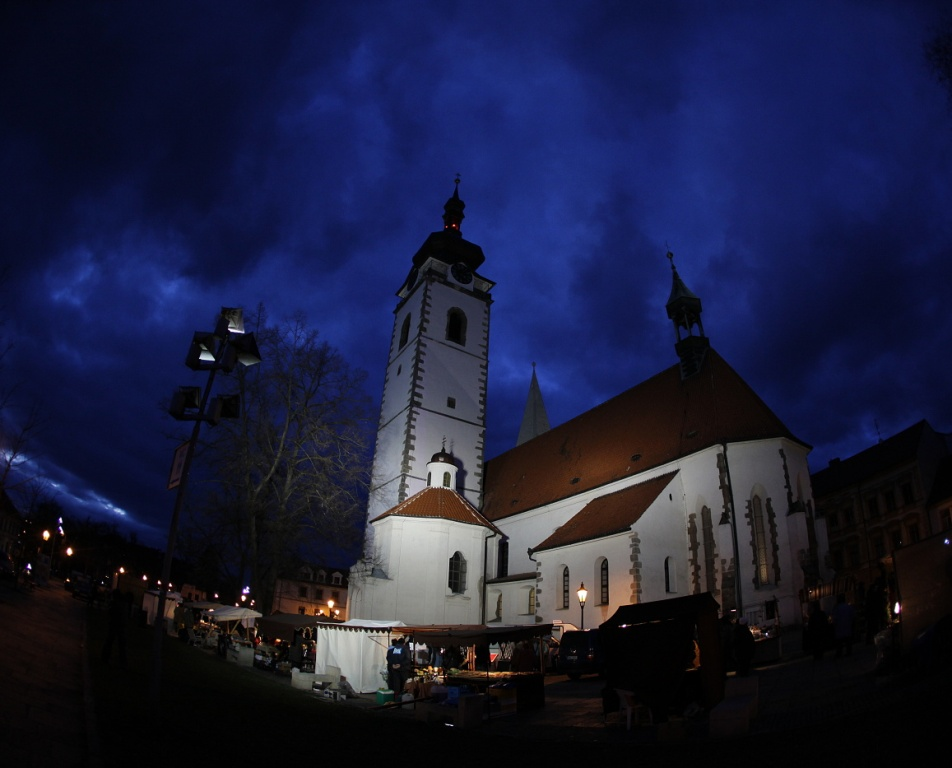
Děkanský kostel v noci.
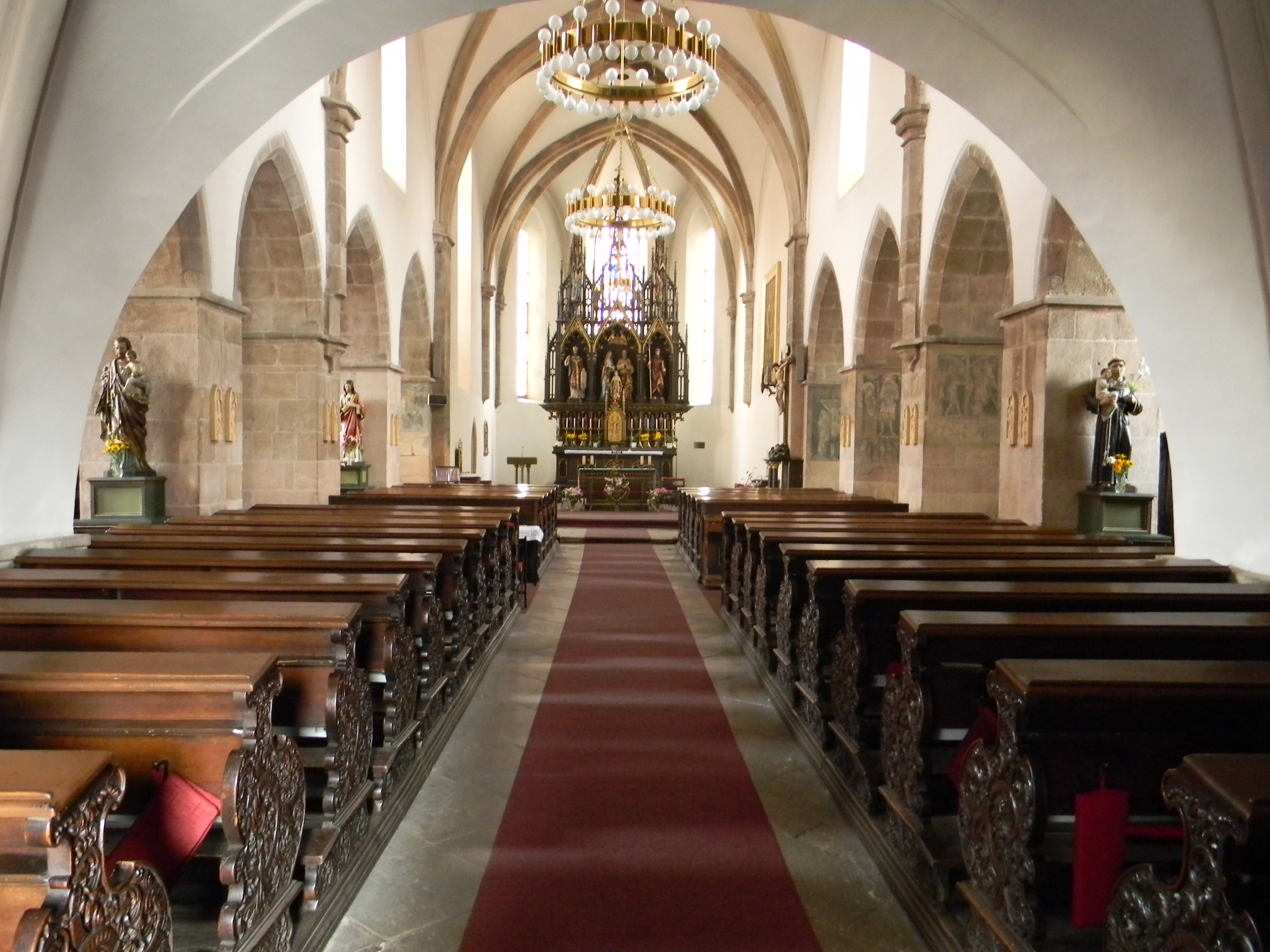
Interier děkanského kostela.
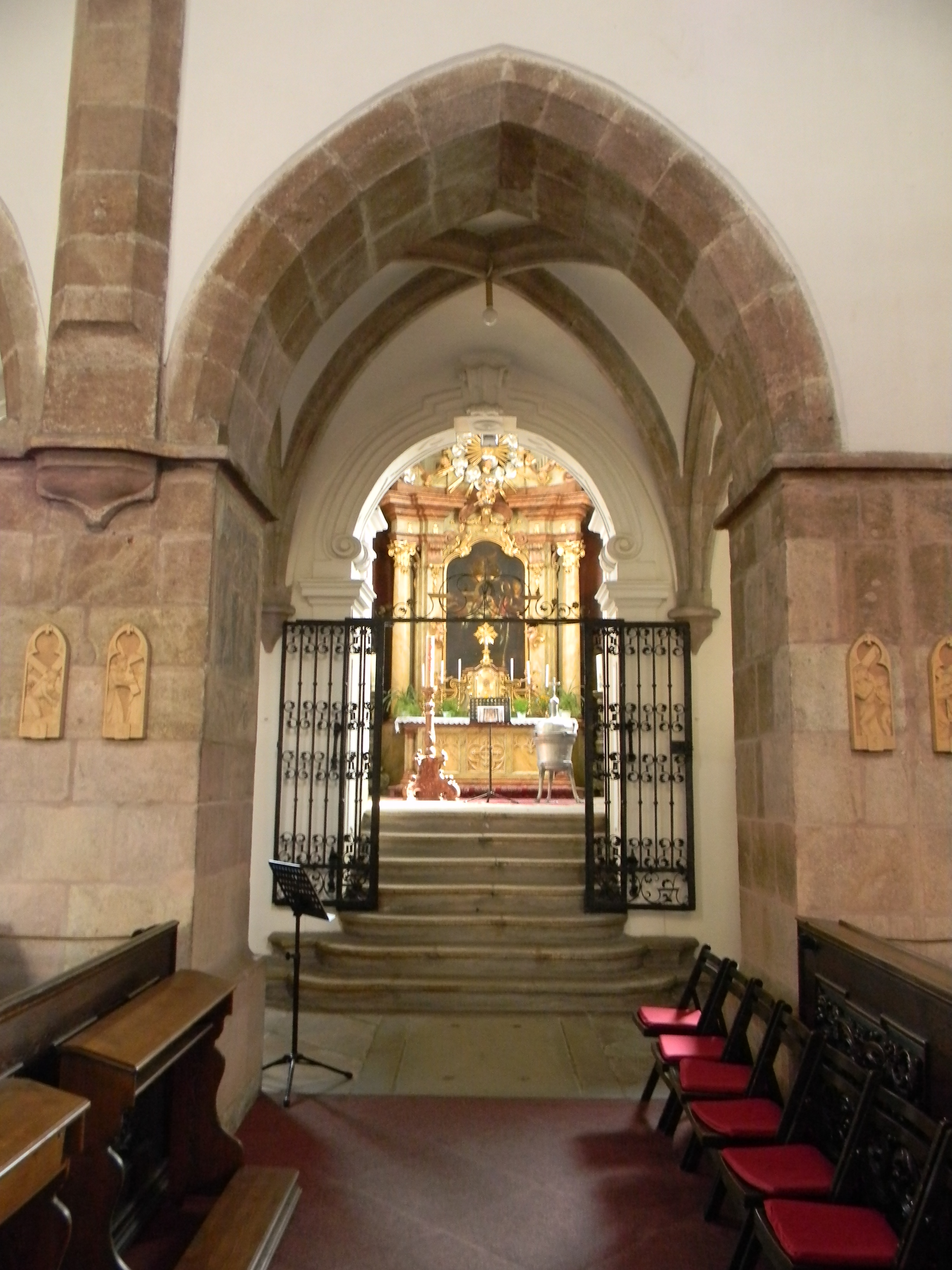
Průhled do boční kaple sv. Jana Nepomuckého při děkanském kostele.
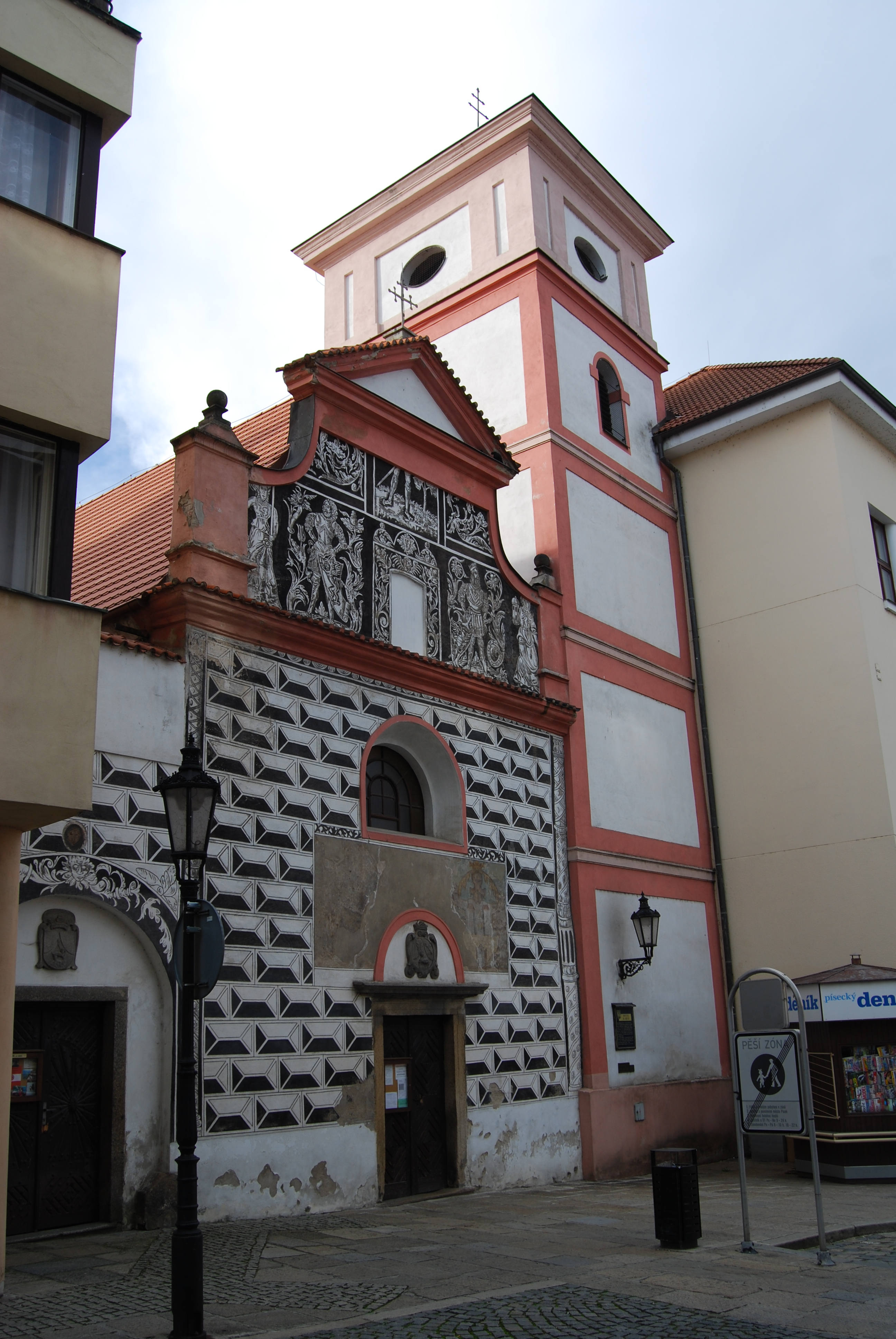
Kostel Povýšení sv. Kříže.